# Ernst Hofmänner
Ernst Hofmänner (* 25. Mai 1916 in Buchs; † 6. November 2005 in Sevelen, reformiert, heimatberechtigt in Buchs und Sevelen) war ein Schweizer Schriftsteller.

## Leben
Ernst Hofmänner wurde am 25. Mai 1916 in Buchs als Sohn des Briefträgers und Landwirts Georg Hofmänner geboren. Er erhielt seine schulische Ausbildung in Buchs und Trey. In der Folge war er als Landwirt im väterlichen Betrieb in Buchs beschäftigt, bevor er einen landwirtschaftlichen Betrieb in Sevelen erwarb. Dazu war Hofmänner ab 1972 journalistisch als Lokalredakteur der Zeitung Werdenberger & Obertoggenburger tätig, davon ab 1976 selbstständig.
Ernst Hofmänner heiratete im Jahr 1942 Katharina, die Tochter des Zimmermanns Leonhard Schlegel. Er verstarb am 6. November 2005 im Alter von 89 Jahren in Sevelen.

## Wirken
Ernst Hofmänner trat als Verfasser von Reiseberichten, Tagebuchaufzeichnungen, Gedichten in Werdenberger Mundart sowie Erzählungen hervor. Ausserdem wirkte er als Chronist für einheimische Vereine.

## Werke (Auswahl)
- Bis zfriide, Gedicht in Werdenberger Mundart, 1972
- S Johr dur, Gedicht in Werdenberger Mundart, 1975
- Die ganze Welt ist wie ein Buch, Reisebericht, 1979
- Vom Spitalbett aus betrachtet, Tagebuchaufzeichnung, 1979
- Nimm dr e chli Zit, Gedicht in Werdenberger Mundart, 1984
- Briefe aus dem Krankenhaus, Tagebuchaufzeichnung, 1996
- Vu allergattiga Lüt, Erzählung, 1996